# Residencial San Felipe
La Residencial San Felipe es un conjunto de edificios multifamiliares para clase media ubicados en el distrito limeño de Jesús María, en Perú.
Fue construida en una parte de los terrenos del antiguo Hipódromo de San Felipe, de donde toma su nombre. Fue diseñado por el equipo de arquitectos de la Junta Nacional de la Vivienda del primer gobierno de Fernando Belaúnde Terry, y una de las obras más destacadas del proyecto arquitectónico desarrollado por el Estado peruano para paliar las necesidades de vivienda de la clase media. La obra se inició en 1962 y fue entregada cuatro años después. El conjunto residencial consta de 33 edificios de distintas alturas y diseño. El terreno ocupa una superficie de 27 hectáreas, con plazas y 25,000m2 de jardines; posee unas 1599 viviendas multifamiliares para la clase media debido al crecimiento de la población en Lima, de accesibles precios y facilidades de pagos.